# Kristall Berdsk
Pour les articles homonymes, voir Kristall (homonymie).
Le Kristall Berdsk - en russe : Кристалл Бердск - est un club de hockey sur glace de Berdsk dans l'oblast de Novossibirsk en Russie. Il évolue dans la Pervaïa Liga.

## Palmarès
Le Kristall Berdsk n'a gagné aucun titre .